# Gynoxys chimborazensis
Espèce
Statut de conservation UICN

 VU B1ab(iii); D2 : Vulnérable
Gynoxys chimborazensis est une espèce de plantes à fleurs de la famille des Asteraceae.

## Publication originale
- Botanische Jahrbücher für Systematik, Pflanzengeschichte und Pflanzengeographie 29: 66. 1900.